# Clan Forsyth
Der Clan Forsyth (Schottisch-Gälisch: Clann Fearsithe) stammt aus den Lowlands und ist einer der reichsten schottischen Clans.

## Geschichte
Forsyth (manchmal auch Forsythe) ist ein gälischer Name und bedeutet so viel wie 'Mann des Friedens'. Mitglieder des Clans leben im Vereinigten Königreich, Kanada, Nova Scotia, USA, Australien, Neuseeland und Südafrika. Tatsächlich leben heute viel mehr Forsyths im Ausland, als im schottischen Vaterland verblieben sind.
In früher Geschichte waren die Forsyths eine skandinavische Königsfamilie, deren Symbol der Greif war.
Allerdings sollen sie erst ziemlich spät auf die britischen Inseln gekommen sein, nämlich 1236. Diese zeitliche Einteilung würde die Forsyths zu Abkömmlingen von Forsach machen, einem Nordmann, der am Fluss Dordogne in Aquitanien siedelte. Von hier begleitete der Viscomte de Fronsoc Eleonore von der Provence nach London, um Heinrich III. zu heiraten. Er lebte daraufhin von 1236 bis 1246 auf dem englischen Hof in London. Es wird vermutet, dass seine Familie Ländereien in Northumberland, an der Grenze zu Schottland erhielt.

## Chief
Der aktuelle Clan Chief ist Alistair Forsyth of that Ilk, Baron of Ethie. Er lebt in Condom in Frankreich und hat eine Highland Cattle Ranch in Western Australia. Er ist ein Unterstützer der Scottish National Party und war vorher Ratsmitglied in Angus.